# Bad Säckingen
Bad Säckingen település Németországban, azon belül Baden-Württembergben. Lakosainak száma 17 637 fő (2023. december 31.).

## Népesség
A település népessége az elmúlt években az alábbi módon változott:
| Lakosok száma | 12 846 | 13 647 | 14 073 | 13 795 | 14 638 | 15 799 | 16 400 | 16 813 | 16 376 | 17 637 |
|               | 1961   | 1967   | 1974   | 1980   | 1987   | 1993   | 2000   | 2006   | 2013   | 2023   |